# 1906년 중간 올림픽 다이빙
1906년 하계 올림픽 다이빙은 그리스 아테네에서 개최된 1906년 중간 올림픽의 경기 종목이다. 8개국에서 24명의 선수가 참가하였으며, 남자 플랫폼 종목만 진행되었다. 당초 계획은 4월 13일부터 14일까지 진행하려고 했으나, 강한 바람과 높은 파도로 경기가 연기되었다.

## 경기장
| 도시   | 경기장         | 로마자           | 비고    |
| ------ | -------------- | ---------------- | ------- |
| 아테네 | 네오 팔리론 만 | Neo Phaliron Bay | 전 경기 |

## 참가국
| - 그리스 (3명) - 덴마크 (1명) - 독일 (4명) - 미국 (1명) | - 스웨덴 (10명) - 영국 (2명) - 오스트리아 (1명) - 이탈리아 (2명) |

## 경기 결과
| 순위 | 선수                        | 심판 1 | 심판 2 | 심판 3 | 심판 4 | 심판 5 | 점수  |
| ---- | --------------------------- | ------ | ------ | ------ | ------ | ------ | ----- |
| 1    | 고틀로프 발츠 (GER)         | 140    | 160    | 159    | 166    | 155    | 156.0 |
| 2    | 게오르크 호프만 (GER)       | 130    | 161    | 151    | 159    | 150    | 150.2 |
| 3    | 오토 사트친거 (AUT)         | 132    | 151    | 158    | 149    | 147    | 147.4 |
| 4    | 알베르트 쥐르너 (GER)       | 123    | 166    | 149    | 150    | 135    | 144.6 |
| 5    | 멜빌 크러크 (GBR)           | 151    | 165    | 124    | 120    | 160    | 144.0 |
| 6    | 얄마르 요한손 (SWE)         | 156    | 160    | 124    | 117    | 160    | 143.4 |
| 7    | 로베르트 안데르손 (SWE)     | 142    | 168    | 136    | 122    | 143    | 142.2 |
| 8    | 프리츠 니콜라이 (GER)       | 113    | 151    | 150    | 154    | 122    | 138.0 |
| 9    | 에이나르 로센그렌 (SWE)     | 불명   | 불명   | 불명   | 불명   | 불명   | 137.6 |
| 10   | 에밀 룬드베리 (SWE)         | 불명   | 불명   | 불명   | 불명   | 불명   | 135.4 |
| 11   | 옐라크 리크테르 (SWE)       | 불명   | 불명   | 불명   | 불명   | 불명   | 134.0 |
| 12   | 오토 하그보리 (SWE)         | 불명   | 불명   | 불명   | 불명   | 불명   | 133.8 |
| 13   | 아우구스트 린그렌 (DEN)     | 불명   | 불명   | 불명   | 불명   | 불명   | 130.6 |
| 14   | 시그프리드 라르손 (SWE)     | 불명   | 불명   | 불명   | 불명   | 불명   | 131.2 |
| 15   | 알프레드 요한손 (SWE)       | 불명   | 불명   | 불명   | 불명   | 불명   | 129.2 |
| 16   | 악셀 놀링 (SWE)             | 불명   | 불명   | 불명   | 불명   | 불명   | 127.4 |
| 17   | 해럴드 스미크 (GBR)         | 불명   | 불명   | 불명   | 불명   | 불명   | 126.4 |
| 18   | 에밀리오스 크루아자스 (GRE) | 불명   | 불명   | 불명   | 불명   | 불명   | 39.4  |
| 19   | P. 파라스케보풀로스 (GRE)   | 불명   | 불명   | 불명   | 불명   | 불명   | 27.2  |
| 20   | D. 아르갈리아스 (GRE)       | 불명   | 불명   | 불명   | 불명   | 불명   | 22.0  |
| -    | 루이지 카프라 (ITA)         | DNF    | DNF    | DNF    | DNF    | DNF    | DNF   |
| -    | 카를로 본판티 (ITA)         | DNF    | DNF    | DNF    | DNF    | DNF    | DNF   |
| -    | 프랭크 보너먼 (USA)         | DNF    | DNF    | DNF    | DNF    | DNF    | DNF   |
| -    | 욘 안데르손 (SWE)           | DNF    | DNF    | DNF    | DNF    | DNF    | DNF   |

## 메달 집계

### 최종 순위
| 순위 | 국가       | 금메달 | 은메달 | 동메달 | 합계 |
| ---- | ---------- | ------ | ------ | ------ | ---- |
| 1    | 독일       | 1      | 1      | 0      | 2    |
| 2    | 오스트리아 | 0      | 0      | 1      | 1    |
| 합계 | 합계       | 1      | 1      | 1      | 3    |

### 메달리스트
| 종목        | 금                   | 은                     | 동                         |
| ----------- | -------------------- | ---------------------- | -------------------------- |
| 남자 플랫폼 | 고틀로프 발츠 · 독일 | 게오르크 호프만 · 독일 | 오토 사트친거 · 오스트리아 |

## 참고 자료
- (영어) “Diving at the 1906 Athina Summer Games”. sports-reference.com. 2014년 2월 1일에 원본 문서에서 보존된 문서. 2010년 10월 16일에 확인함.
- (영어) De Wael, Herman. “Herman's Full Olympians: "Diving 1906".”. 2012년 10월 25일에 원본 문서에서 보존된 문서. 2010년 10월 16일에 확인함.

| 올림픽 다이빙     |                                       |           |
| 이전 대회         | 1906년 중간 올림픽 다이빙 아테네 1906 | 다음 대회 |
| 세인트루이스 1904 | 1906년 중간 올림픽 다이빙 아테네 1906 | 런던 1908 |